# Bellignat
Bellignat ist eine französische Kleinstadt mit 3581 Einwohnern (Stand 1. Januar 2022) im Département Ain in der Region Auvergne-Rhône-Alpes. Sie gehört zum Kanton Nantua im Arrondissement Nantua.

## Geographie
Bellignat liegt auf 522 m, etwa drei Kilometer südwestlich der Stadt Oyonnax und 31 Kilometer östlich der Präfektur Bourg-en-Bresse (Luftlinie). Die Kleinstadt erstreckt sich im nördlichen Bugey, in der breiten Talniederung der Ange im Jura, zwischen den Höhen der Forêt de Châtelard im Westen und der Forêt Noire im Osten.
Die Fläche des 7,83 km² großen Stadtgebiets umfasst einen Abschnitt des südlichen französischen Juras. Der zentrale Teil wird vom Tal der Ange eingenommen, das hier eine Breite von ungefähr 1,5 Kilometer aufweist und eine Synklinale im Faltenjura bildet. Das Talbecken wird gegen Süden zum Oignin entwässert. Nach Westen reicht der Gemeindeboden auf den Kamm des Châtelard (725 m). Östlich der Talsenke erstreckt sich das Gemeindeareal über einen dicht bewaldeten Hang (Forêt Noire) auf die Antiklinale des Mont Jora. Auf dem Haut Crêt, der mit einer Felswand gegen Osten steil zu einem Quelltal der Ange abfällt, wird mit 983 m die höchste Erhebung von Bellignat erreicht.
Nachbargemeinden von Bellignat sind Oyonnax im Nordosten, Apremont im Südosten, Groissiat im Südwesten sowie Géovreisset im Nordwesten.

## Geschichte
Der Fund eines bronzezeitlichen Tumulus lässt auf eine sehr frühe Besiedlung des Gemeindegebietes von Bellignat schließen. Im 12. Jahrhundert bildete das Dorf eine eigene kleine Herrschaft. Die Oberhoheit über das Gebiet ging 1402 an die Grafen von Savoyen über. Mit dem Vertrag von Lyon gelangte Bellignat im Jahre 1601 an Frankreich. Seit der zweiten Hälfte des 19. Jahrhunderts erfuhr Bellignat zusammen mit den anderen Gemeinden der Talschaft von Oyonnax einen wirtschaftlichen Aufschwung durch die Einführung der Industrie (Seidenindustrie, Kammfabrikation und später Kunststoffverarbeitung).

## Bevölkerung
| Jahr                       | 1962 | 1968 | 1975 | 1982 | 1990 | 1999 | 2011 | 2020 |
| Einwohner                  | 837  | 832  | 1077 | 2602 | 3233 | 3488 | 3590 | 3671 |
| Quellen: Cassini und INSEE |      |      |      |      |      |      |      |      |

Mit 3581 Einwohnern (Stand 1. Januar 2022) gehört Bellignat zu den mittelgroßen Gemeinden des Départements Ain. Seit Ende der 1960er Jahre wurde eine markante Bevölkerungszunahme verzeichnet. In dieser Zeit hat sich die Einwohnerzahl des Dorfes vervierfacht. Mittlerweile ist das Siedlungsgebiet von Bellignat fast lückenlos mit demjenigen von Oyonnax zusammengewachsen. Die Ortsbewohner von Bellignat heißen auf Französisch Renouillus.

## Sehenswürdigkeiten
Die Kirche Saint-Christophe stammt ursprünglich aus dem 11. Jahrhundert, wurde später jedoch mehrfach verändert; sie besitzt einen gotischen Chor.

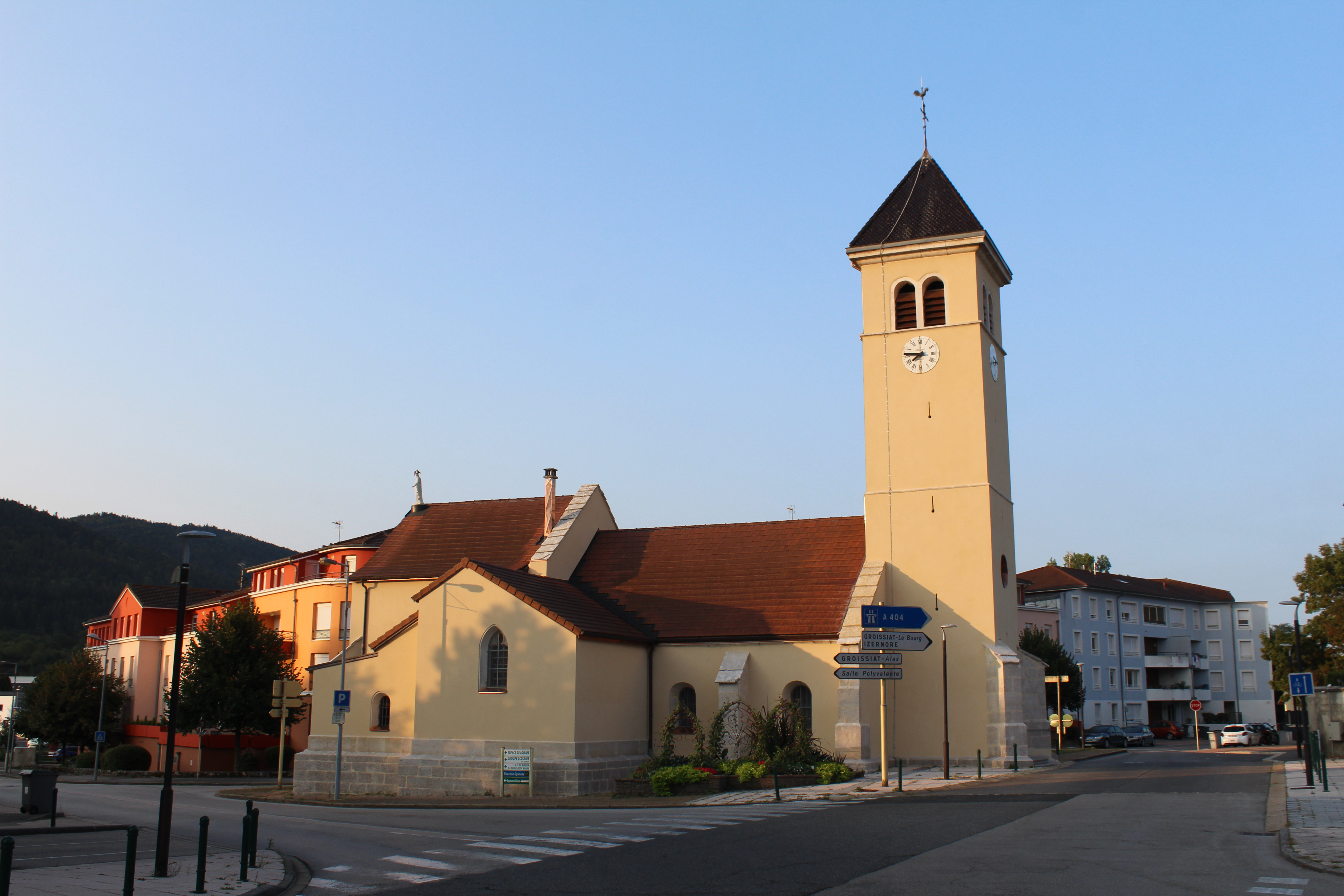
Kirche Saint-Christophe

## Wirtschaft und Infrastruktur

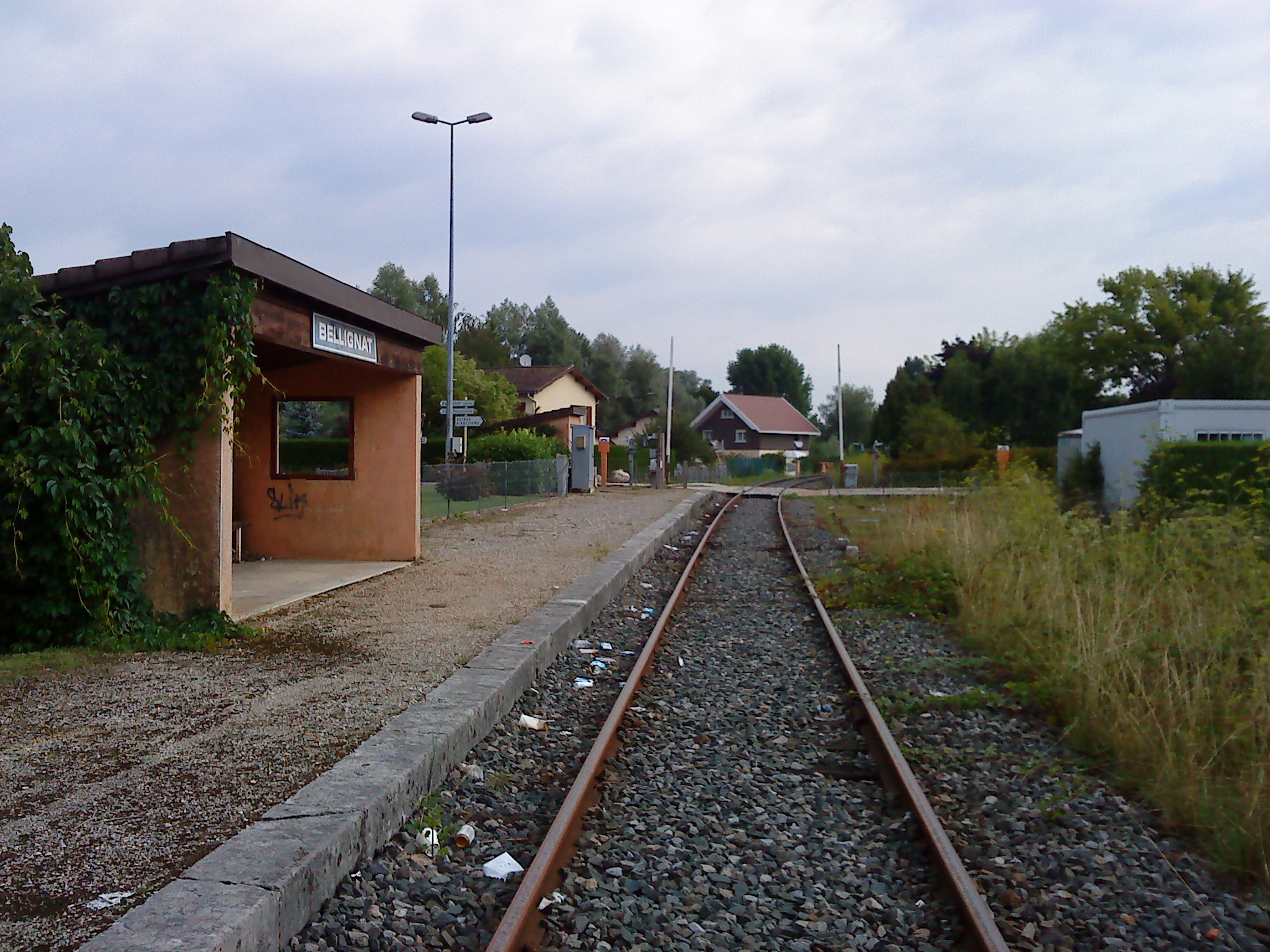
Haltepunkt Bellignat an der Bahnlinie Bourg-en-Bresse – Oyonnax

Bellignat war lange Zeit ein vorwiegend durch die Landwirtschaft und die Forstwirtschaft geprägtes Dorf. Dank der Nähe zu Oyonnax ließen sich seit der ersten Hälfte des 20. Jahrhunderts auch in Bellignat verschiedene Betriebe nieder. Heute gibt es in der Talebene zwischen Bellignat und Oyonnax sowie südlich des alten Ortskerns zwei große Gewerbe- und Industriezonen mit insgesamt mehr als 60 Betrieben. Zu den wichtigen Industriezweigen zählen die Kunststofffabrikation und die feinmechanische Industrie. Bellignat ist Standort des Lycée Arbez Carme, einer Hochschule für Kunststoffindustrie mit einem wissenschaftlichen und technologischen Zentrum für Kunststoffe und Zubehör.
Die Ortschaft ist verkehrsmäßig sehr gut erschlossen. Sie liegt nahe der Hauptstraße, die von Montréal-la-Cluse via Oyonnax nach Saint-Claude führt. Weitere Straßenverbindungen bestehen mit Izernore und Thoirette. Der nächste Anschluss an die Autobahn A404 (Saint-Martin-du-Frêne – Oyonnax), welche das Gemeindegebiet durchquert, befindet sich in einer Entfernung von rund einem Kilometer. Bellignat besitzt einen Bahnhof an der Eisenbahnlinie von Bourg-en-Bresse nach Oyonnax.
In Bellignat befinden sich zwei Vorschulen (école maternelle), zwei Grundschulen (école élémentaire) und eine Schule der Sekundarstufe II (lycée).